# Квачянська долина
Квачянська долина (Kvačianska dolina) — природний заповідник в Словаччині; розташовується в окрузі Ліптовський Мікулаш — біля сіл Квачани і Вельке Борове. Протікає річка Квачянка. Охоронна територія заснована 1967 року; займає 462 га.